# Пропаганда
Пропага́нда (от лат. congregātiō dе рrораgаndā fidē — конгрегация распространения веры) — распространение взглядов, фактов, аргументов, слухов, информации (включая искажённой) или заведомо ложных сведений с целью формирования нужного общественного мнения и манипулирования общественным сознанием.
В отличие от обычных способов преподнесения информации пропаганда является преднамеренной и делает акцент на манипулирование для достижения заранее поставленных целей, при этом первоначальная цель пропаганды обычно не скрывается. Пропаганда предполагает избирательное преподнесение фактов, аргументов, символики, при которых, по мнению распространителей, достигается необходимый эффект, также возможно искажение фактов или их умалчивание. В попытках достичь максимального эффекта пропагандисты могут прибегать ко лжи и отвлечению внимания. Максимальная эффективность также обеспечивается психологическими и риторическими приёмами, и тем, что эти приёмы, как и сам факт наличия пропаганды, остаются незамеченными целевой аудиторией.
Изначально термин «пропаганда» был нейтральным и использовался для обозначения массового распространения информации, однако впоследствии термин всё больше приобретал уничижительный оттенок и стал ассоциироваться с манипулированием и дезинформацией. «Пропагандистом» называют человека, создающего, осуществляющего или распространяющего пропаганду. Противодействием пропаганде занимается контрпропаганда, которая сама по себе тоже является пропагандой.
Различают «белую», «серую» и «чёрную» пропаганду. «Белая» пропаганда предполагает предоставление более или менее достоверной информации из официальных источников и обычно предназначена для представления самого источника пропаганды в лучшем свете или для подчёркивания превосходства каких-либо идей или идеологий. Хорошим примером «белой» пропаганды являются высказывания по части национальной гордости. «Серая» пропаганда предполагает тщательный подбор аргументов для воздействия на эмоции людей и отличается тем, что её источник сложно определить, либо же он скрывается (спонсор пропаганды остаётся неизвестен), сам факт наличия пропаганды в данном случае также сложно определить. При «чёрной» пропаганде источники скрываются (или заявляются ложные), а информация распространяется неверная, врага в случае «чёрной» пропаганды обычно пытаются демонизировать.

## Варианты определения
- Политолог Гарольд Дуайт Лассуэл в своей работе «Техника пропаганды во время мировой войны» (англ. Propaganda Technique in the World War, 1927), ставшей классическим сочинением по изучению массовой коммуникации, называет пропаганду в самом широком смысле техникой воздействия на действия человека путём манипулирования репрезентациями, которые могут принимать устную, письменную, изобразительную или музыкальную форму[14].
- Большая советская энциклопедия определяет пропаганду как распространение политических, философских, научных, художественных и других взглядов и идей с целью их внедрения в общественное сознание и активизации массовой практической деятельности. Основные элементы процесса пропаганды: её субъект (социальная группа, интересы которой выражает пропаганда), содержание, формы и методы, средства или каналы пропаганды (радио, телевидение, печать, система лекционной пропаганды и так далее), объект (аудитория или социальные общности, на которые направлена пропаганда). Решающим для понимания процесса пропаганды являются социальные интересы её субъекта, их соотношение с интересами общества в целом и отдельных групп, к которым обращена пропаганда. Это определяет её содержание и оказывает существенное влияние на выбор форм, методов и средств пропаганды[15].
- Энциклопедия «Британника» определяет пропаганду так: «Пропаганда, распространение информации — фактов, аргументов, слухов, полуправды, или лжи — чтобы повлиять на общественное мнение. Пропаганда — более или менее систематические усилия по манипулированию убеждениями, отношениями или действиями других людей посредством символов (слов, жестов, плакатов, монументов, музыки, одежды, отличительных знаков, стилей причёсок, рисунков на монетах и почтовых марках и так далее). Преднамеренность и относительно сильный упор на манипуляцию отличают пропаганду от обычного общения или свободного и лёгкого обмена идеями. У пропагандиста есть конкретная цель или набор целей. Чтобы достичь их, пропагандист преднамеренно отбирает факты, аргументы и символы и представляет их так, чтобы достичь наибольшего эффекта. Чтобы максимизировать эффект, он может упускать существенные факты или искажать их, и может пытаться отвлечь внимание аудитории от других источников информации»[16].
- Российский культурный антрополог и эксперт в области психологии массового поведения А. П. Назаретян определяет пропаганду как «целенаправленное распространение в обществе определённых идей, ценностей, норм и программ поведения». Назаретян отмечает, что в силу изобретения термина «пропаганда» Католической церковью в связи с распространением христианства среди «языческих» народов, в странах романской языковой группы (Франции, Испании, Италии и др.) он не носит такого негативного оттенка, какой он приобрёл в странах германской языковой группы (Германии, Англии, США и других), в которых он часто сопряжён с ложью, умышленным искажением фактов и так далее[17].
- Специалист по PR Эдвард Бернейс в книге «Пропаганда» рассматривает этот процесс как управление предпочтениями масс.
- Л. Дуба и Жак Эллюль рассматривают пропаганду как заранее спланированное и целенаправленное духовное воздействие на аудиторию, целью которого является привлечение аудитории на сторону того, кто ведёт пропаганду, то есть контроль над мышлением и поведением. В конечном итоге пропаганда является совокупностью определённых структур, абстрактных символов, влияющих на человеческое восприятие и поведение. Этим она сродни понятию «связи с общественностью»[18].

## История пропаганды
Пропаганда, как явление, существовала задолго до возникновения самого термина. Одним из наиболее ранних образцов пропаганды можно рассматривать преамбулу к Своду законов Хаммурапи, в которой говорится, что эти законы созданы с целью установления справедливости в стране и для защиты слабых против сильных. Содержание же самих законов в основном направлено именно на защиту интересов богатых и зажиточных слоёв за счёт подавления и эксплуатации бедных и бесправных жителей.
Во время Реформации как у протестантов, так и у католиков возникла потребность в пропаганде своих идей. Развитию пропаганды способствовало распространение в XVI веке книгопечатания. При этом даже большее значение, чем выпуск собственно книг, имело печатание гравюр, листовок с изображениями для широких масс населения.
Сам термин «пропаганда» произошёл от названия католической организации Congregatio de Propaganda Fide (Конгрегация распространения веры), созданной папой Григорием XV в 1622 году.
До XIX века слово «пропаганда» имело лишь религиозное значение, но затем оно стало употребляться и в чисто политическом контексте.
Массовое использование пропаганды относится к Первой мировой войне, когда перед многими государствами мира встала проблема противоречия между потребностью в мобилизации сил всего общества — с одной стороны, и разобщённостью в сочетании с индивидуализмом — с другой стороны. Для укрепления связей между людьми и обществом, повышения лояльности и морального духа граждан активно применялись разнообразные средства, доступные для использования в соответствующий исторический период — листовки, стихи, фотографии, радиопередачи. Тогда же обозначилась роль средств массовой информации в распространении пропагандистских сообщений.
После поражения Германии в Первой мировой войне, германские военные руководители, такие как генерал Эрих Людендорф, отметили важную роль в таком результате вражеской пропаганды. Адольф Гитлер поддержал эту точку зрения, полагая, что она была основной причиной падения морального духа и восстаний в немецком тылу и на флоте в 1918 году.
Уилл Ирвин в 1936 году писал:

До 1914 года слово «пропаганда» входило только в словари по литературе и обладало достойным, возвышенным значением… До мировой войны «пропаганда» означала только средства, прибегая к которым, приверженец политической или религиозной веры убеждал необращенных принять её. Два года спустя это слово вошло в обиход простых крестьян и канавокопателей и стало испускать ядовитые испарения. В конце концов, этим словом стали прикрывать откровенную ложь.

Во второй половине XX века многие поражались тому, как легко миллионы людей верили пропаганде тоталитарных режимов. Это было связано во многом с тем, что у огромного количества людей срабатывала «внутренняя конформность», при которой человек не просто соглашается с тем, что ему навязывает пропаганда, но и убеждает себя, что так думать правильно. Американский психолог Соломон Аш доказал силу такой «внутренней конформности» экспериментально.
Страны Запада и СССР широко использовали пропаганду во время Холодной войны. Были задействованы фильмы, телевидение и радиопрограммы, чтобы влиять на своих граждан, друг на друга и на страны Третьего мира. Во время кубинской революции Фидель Кастро подчёркивал важность пропаганды. Пропаганда также широко использовалась во время войны во Вьетнаме, как средство управления мнением людей.
Во время югославских войн 1990-х годов пропаганда использовалась для создания страха и ненависти и, в частности, для настраивания сербского населения против представителей других национальностей (боснийцев, хорватов, албанцев и других несербов). Сербские СМИ приложили огромные усилия для оправдания или опровержения массовых военных преступлений, совершённых сербскими войсками во время этих войн.

## Теории пропаганды
Говоря обобщённо, теории пропаганды были в том числе и первыми теориями, в рамках которых внимание оказалось сосредоточено на средствах массовой информации, их содержании, влиянии и т. д.: исследователи стремились объяснить, как масс-медиа с помощью той или иной информации могут оказать на людей воздействие, в результате которого ими будут усвоены те или иные точки зрения. На тот момент доминирующей являлась упрощённая теория массовой коммуникации типа «стимул-реакция», согласно которой СМИ могут доставить каждому человеку определённым образом сформированные стимулы, которые будут одинаково восприняты всеми адресатами и вызовут у них схожие либо совпадающие реакции. Соответственно, первые теории пропаганды основывались на идеях бихевиоризма и фрейдизма; на их стыке возникали довольно пессимистические воззрения, в рамках которых предполагалась высокая степень уязвимости человека к внешнему психологическому влиянию и неспособность индивида к рациональному самоконтролю.
Вышеописанные представления, характерные для периода времени после Первой мировой войны, как таковые не подвергались обобщению, однако впоследствии им было присвоено совокупное наименование «теория магической пули». Эта теория характеризовалась высокой степенью соответствия существовавшим тогда психологическим и социологическим воззрениям и подкреплялась информацией о силе воздействия военной пропаганды. Позже её основные положения были отвергнуты как недостоверные.
Внимание западных исследователей к пропаганде в этот период, вплоть до конца 1930-х годов, было связано с тем, что её рассматривали как угрозу для политической системы американского типа и для демократического устройства общества как такового: существовало убеждение, что свободное распространение пропаганды будет фатальным для демократии. Однако, с другой стороны, запрет пропаганды вёл бы за собой ограничение свободы коммуникации — одного из ключевых принципов демократического государства. Эта дилемма, соответственно, находилась в фокусе внимания теоретиков пропаганды того времени.
Изначально предполагалось, что возможно научить граждан противостоять пропаганде как явлению, нарушающему основные принципы равноправной демократической коммуникации, путём критического оценивания информации и отвержения её в случае ложности. Однако впоследствии, по мере того, как, например, американцы начинали всё более активно усваивать определённую риторику от политических лидеров ряда стран Европы, специалисты в этой области пришли к заключению, что процесс просвещения народа может занять слишком много времени, не гарантируя при этом полного успеха — а, следовательно, с пропагандой необходимо активно бороться, и главным образом — за счёт «хорошей», «белой» контрпропаганды.
В качестве ключевых могут быть упомянуты теории пропаганды, созданные Г. Лассуэллом, У. Липпманом и Дж. Дьюи.

### Г. Лассуэлл
В рамках теории Лассуэлла, отмеченной влиянием фрейдизма и бихевиоризма, сила воздействия пропаганды ассоциируется с уязвимостью сознания человека, а не с характеристиками конкретных сообщений. Любой экономический кризис или политический конфликт, по мнению исследователя, потенциально опасны, поскольку приводят к массовому психозу и усугубляют подверженность индивидов пропагандистскому воздействию.
Впоследствии Г. Лассуэлл переменил позицию по этому вопросу, отказавшись от идей, свойственных концепциям «магической пули». Он пришёл к выводу, что успешная пропагандистская кампания должна иметь длительную, тщательно проработанную стратегию, в процессе которой необходимо создавать определённые символические образы и учить людей связывать с ними требуемые эмоции; в результате, согласно терминологии учёного, могут быть выработаны «коллективные», или «эталонные», символы. Соответствующий процесс Г. Лассуэлл предлагал систематизировать, передав контроль над медиапропагандой своеобразной «новой элите», некоторой «научной технократии», которая давала и исполняла бы торжественное обещание использовать свои знания не во зло, а во благо общества.

### У. Липпман
Для идей Липпмана был также характерен скептицизм, свойственный изначальным воззрениям Лассуэлла. Он сомневался в том, что средний человек способен самостоятельно сориентироваться в окружающем мире и принять разумные решения относительно того, как следует поступать в той или иной ситуации. В качестве ключевых причин Липпман называл сложность окружающей обстановки, характерной для того времени, опасность определённых политических сил и недостаточность источников информации. Он также разделял опасения по поводу деструктивного влияния пропаганды и полагал, что серьёзность угрозы требует перестраивания политической системы — создания определённого органа или механизма, который осуществлял бы приемлемый, но строгий контроль над содержанием средств массовой информации. Липпман предлагал, в частности, сформировать бюро расследований, в задачи которого входил бы анализ сведений, их перенаправление элитам для принятия решений, а также определение того, какую информацию следует и не следует знать людям.

### Дж. Дьюи
Дж. Дьюи выступал с активной критикой идей, высказанных Г. Лассуэллом и У. Липпманом. По его мнению, ключевым средством противодействия пропаганде было просвещение народа — с тем, чтобы он сам мог защитить себя от злонамеренного воздействия. Мысль о передаче контроля над массовой информацией некоторой элитной технократии им также отвергалась. Дж. Дьюи предлагал реформировать образование и СМИ с тем, чтобы они больше внимания уделяли основам критического мышления, а также обсуждению важных общественных вопросов.

## Цели пропаганды
Пропаганда является одним из основных средств политической манипуляции. Реклама по сравнению с пропагандой ближе к самопрезентации или к информационному жанру. Сердцевину широкого семейства информационных жанров — деловых, политических, религиозных — составляет объявление. Когда исходная сигнальная функция сообщения концентрирует в себе элементы экспрессии (эмоциональной выразительности) и суггестии (внушения), реклама приобретает наибольшую эффективность. Реклама, призывающая к конкретным политическим действиям, превращается в агитацию. Даже если агитационная реклама стремится вызвать больше коллективное, чем индивидуальное действие, она остаётся агитационной рекламой. В отличие от рекламы, пропаганда не ограничена жёсткими временными рамками и её непросто выявить. Реклама воздействует прежде всего на эмоции людей. Пропаганда воздействует как на эмоции, так и на разум людей. Соответственно, пропаганда, как и эмоции, может быть негативной или позитивной.
Позитивная (конструктивная) пропаганда стремится довести до потребителя те или иные убеждения в доходчивой форме. Цель позитивной пропаганды — способствовать социальной гармонии, согласию, воспитанию людей в соответствии с общепринятыми ценностями. Позитивная пропаганда выполняет воспитательную и информационную функции в обществе. Она осуществляется в интересах тех, кому адресована, а не ограниченного круга заинтересованных лиц. Позитивная пропаганда, также, как и негативная, является манипуляцией, поскольку она направлена на создание иллюзорного (пусть и очень радостного) образа реальности, моделируя её (реальность) и направляя деятельность людей якобы в интересах общества, а точнее, власти или режима. Тем самым, в силу того, что «общепринятые ценности» могут и без пропаганды быть общепринятыми, истинные цели «конструктивной» пропаганды могут расходиться с теми, которые декларируются пропагандистами.
Негативная (деструктивная) пропаганда навязывает людям те или иные убеждения по принципу «цель оправдывает средства». Цель негативной пропаганды — разжигание социальной вражды, эскалация социальных конфликтов, обострение противоречий в обществе, пробуждение низменных инстинктов у людей и тому подобное. Это позволяет разобщить людей, сделать их послушными воле пропагандиста. Технология создания «образа врага» позволяет сплотить толпу вокруг пропагандиста, навязать толпе выгодные ему убеждения и стереотипы. Основная функция негативной пропаганды — создание иллюзорной, параллельной реальности с «перевёрнутой» системой ценностей, убеждений, взглядов. Негативная пропаганда активно пользуется низкой критичностью и внушаемостью масс с целью манипулирования этими массами в интересах узкой группы лиц.

## Регулирование пропаганды

### Регулирование в демократических обществах
Одной из характеристик идеализированной демократии является свобода как пропаганды, так и противостоящей ей контрпропаганды, если таковые преследуют мирные цели. Пропаганда пришла на смену силовым методам и цензуре в качестве метода, с помощью которого можно добиваться перемен. Основная идея заключается в том, что в хорошо образованном и грамотном обществе пропаганда могла бы использоваться во благо самого общества. Однако степень, в которой то или иное государство соответствует этой модели, неизвестна.
В демократических обществах наибольший эффект от пропаганды достигается, если незаметно, что преподносимая информация является пропагандой. Однако пропаганда может быть и негативной для общества. С целью защититься от таковой современные демократии вводят всевозможные требования по регистрации и явному обозначению пропаганды или рекламы. Во многих странах регистрации подлежат заявления о содержании или свойствах пищевых продуктов и лекарств, а сами пищевые продукты и лекарства маркируются. Сторонние исследования могут приводить к публикации контрпропаганды по отношению к таким заявлениям. Регулируется обычно и политическая пропаганда, особенно в преддверии выборов, поскольку на пропаганду обычно тратятся огромные средства. В частности могут ограничиваться расходы на пропаганду или вводиться запрет на пропаганду непосредственно перед выборами. Если не ограничивать пропаганду в подобных случаях, то небольшим партиям, например, может просто не достаться эфирного времени.

## Военная пропаганда
- Пропаганда плена

Побуждение противника к сдаче в плен, пропаганда плена — одно из самых перспективных и эффективных направлений психологической войны. Однако очень важно при этом выбирать правильные формы и средства воздействия:
- не приукрашивать и не идеализировать пребывание в плену;
- сообщать конкретные факты, призванные рассеивать страх перед неизвестностью плена и его трудностями;
- подводить военнослужащих к мысли о целесообразности сдачи в плен во имя конечной цели — вернуться домой живым.

Результативность этого направления психологических операций можно проиллюстрировать на примере войны во Вьетнаме. За период боевых действий примерно 250 тысяч солдат коммунистических сил добровольно перешли на сторону противника. Расходы американской армии на то, чтобы убить одного бойца НФОЮВ составили в среднем 400 тысяч долларов, в то время как убеждение сдаться обходилось всего-навсего в 125 долларов на человека.
- Пропаганда военных успехов
- Пропаганда путём критического анализа своих ошибок
- Пропаганда путём внушения страха поражения

## Технология изготовления и распространения пропаганды
Для пропаганды необходимо наличие идеи, целевой аудитории и средств, чтобы донести идею до целевой аудитории.
Эффективность пропаганды определяется соотношением фактического количества привлечённых сторонников к планируемому количеству.
Можно выделить три основных критерия содержания эффективной пропаганды:
1. Наличие центрального тезиса;
2. Лёгкость для понимания целевой аудиторией;
3. Сложность для критики (обоснованность тезисов, их непротиворечивость друг другу и т. п.; или хотя бы видимость этого).

Таким образом, будет продвигаться некоторая идея (1), легко доступная пониманию аудиторией (2) и устойчивая к критике со стороны (3). Причём должен быть соблюдён баланс между (2) и (3). Если баланс не соблюдён, то либо идеи будут просто непонятны значительной части целевой аудитории, либо слишком уязвимы для контрпропаганды.
Что касается формы, можно выделить следующие критерии:
1. Чёткость центрального тезиса — он не должен сливаться с фоном;
2. Привлекательность фона.

## Жанровое разнообразие пропаганды
Всемирно известные произведения Джорджа Оруэлла «Скотный двор» и «1984» подробно изображают разнообразные варианты использования пропаганды в антиутопических обществах.
Наряду с традиционными средствами пропаганды, такими как плакаты, брошюры, листовки, объявления по радио или телевидению, и т. д. для пропаганды могут использоваться практически все жанры изобразительного искусства, в том числе специальные фильмы, театр, литература, поэзия, игры равно как и прочие виды массового воздействия на сознание населения — интернет, чаты, социальные сети и т. п.